# Rody Chamuleau
R.B.F.M. (Rody) Chamuleau (1944) is een Nederlandse letterkundige. Hij was dertig jaar docent Nederlands aan het voormalig Thorbeckelyceum in Arnhem. Hij is eigenaar van de Bosbespers, een eenmansuitgeverij voor literaire curiosa en bibliofiele uitgaven; en hij is columnist van Maatschappij der Nederlandse Letterkunde.
Met J.A. Dautzenberg, een collega van het Thorbeckelyceum, stelde Chamuleau het Groot parodieënboek samen en schreven ze samen Overzicht van de Nederlandse letterkunde van de 19e en 20e eeuw (1991). Als columnist publiceerde hij biografische artikelen over negentiende-eeuwse letterkundigen in Maatstaf, Kritisch Literatuur Lexicon, Het Oog in 't Zeil Stedenreeks en NRC Handelsblad.

## Mystificaties
Chamuleau gebruikte teminste twee pseudoniemen, te weten B. Schneppenbaum, een pseudoniem dat ook gebruikt werd door Hans van Straten, een schrijver met wie Chamuleau wel eens samengewerkt heeft, en J. Seurel.   Gebruikmakende van zijn pseudoniemen, maar ook onder zijn eigen naam, was Chamuleau verantwoordelijk voor diverse literaire mystificaties. Eén van die mystificaties betrof C.N.A. Strik van Ratingen, een fictieve dichter uit de 19e eeuw, die in 1978 herontdekt zou zijn. De werken en biografieën van, respectievelijk over deze dichter werden ruim een kwart eeuw lang kritiekloos in literaire publicaties opgenomen, totdat de hoax in 2012 ontmaskerd werd.
In 1983 gaf Chamuleau samen met Arjaan van Nimwegen onder de titel Priapaeën via het zwarte circuit een mystificatie uit als zogenoemde nieuwe bundel van Geerten Gossaert. Veel lezers zouden zijn misleid; Hans van Straten onthulde in 1995 dat de teksten van hen afkomstig waren.
Hoewel zijn mystificaties kennelijk geapprecieerd werden door auteurs als Karel ten Haaf, lijkt Chamuleau's werk niet altijd of door iedereen gewaardeerd of begrepen te worden. Zo suggereert Bart FM Droogs in de Nederlandse Poëzie Encyclopedie dat Chamuleau dichtvervalsing pleegde.

## Publicaties
- 1984: Priaap ontknoopt, een tuiltje Nederlandse priapeeën. Bloemlezing samengesteld onder het pseudoniem van J. Seurel.
- 1991: Jantje zag een pruikje hangen. Nederlandse priapeeën door de eeuwen heen.
- 1991: Overzicht van de Nederlandse letterkunde van de 19e en 20e eeuw.  Samengesteld i.s.m. J.A. Dautzenberg.
- 1994: Groot parodieënboek. Ik ben geboren in Apeldoorn. Samengesteld i.s.m. J.A. Dautzenberg.[18]
- 2012: "Een tuinkabouter tussen de tulpen. Ongekuiste onderbuikpoëzie in de Lage Landen", pp. 159-175 in: Pornografie in de Nederlandse literatuur.
- 2015: Mnemosyne betrapt, verhalenbundel